# Zephyranthes proctorii
Zephyranthes proctorii är en amaryllisväxtart som beskrevs av Acev.-rodr. och Mark T. Strong. Zephyranthes proctorii ingår i släktet Zephyranthes och familjen amaryllisväxter.
Artens utbredningsområde är Puerto Rico. Inga underarter finns listade i Catalogue of Life.